# Decauville-Bahn von Zipperlen & Co
| Decauville-Bahn in Montechino (Gratera) bei Gropparello                                                   |                     |                                                 |                                                 |
| Historische Beschreibung der Erdölgewinnung und der Feldbahn, 1922                                        |                     |                                                 |                                                 |
| Streckenlänge:                                                                                            | 8 km                |                                                 |                                                 |
| Spurweite:                                                                                                | 600 mm (Schmalspur) |                                                 |                                                 |
| |                     |                                                 |                                                 |
| \| \| \| Veleia \| \| \| \| Torrente Chero \| \| \| \| Miniera di Montechino (Gratera) bei Gropparello \| |                     |                                                 |                                                 |
| Betriebs-/Güterbahnhof Streckenanfang (Strecke außer Betrieb)                                             |                     | Veleia                                          | Veleia                                          |
| Dienststation / Betriebs- oder Güterbahnhof (Strecke außer Betrieb)                                       |                     | Torrente Chero                                  | Torrente Chero                                  |
| Betriebs-/Güterbahnhof Streckenende (Strecke außer Betrieb)                                               |                     | Miniera di Montechino (Gratera) bei Gropparello | Miniera di Montechino (Gratera) bei Gropparello |

Die Decauville-Bahn von Zipperlen & Cie war eine 8 km lange Feldbahn mit 600-mm-Spurweite von Veleia (italienisch Velleia) zum Torrente Chero und wohl darüber hinaus zum Ölbohrfeld Miniera di Montechino (Gratera) bei Gropparello in der italienischen Provinz Piacenza.

## Geschichte
Die Erdölquellen von Veleia waren schon im Altertum bekannt. Um 1775 brannten dort durch von natürlichem Erdgas gespeiste Feuer, und auch heute wird das Gas an den Mundlöchern einiger Schächte abgefackelt.
Der Ingenieur Adolfo Zipperlen, der Geschäftsführer der nach ihm benannten französischen Ölgesellschaft, stellte am 18. Februar 1891 einen Antrag auf eine Konzession für eine Ölbohrung in Velleia, die durch Ministerialdekret vom 26. Dezember 1890 für konzessionsfähig erklärt wurde.
Die französische Gesellschaft Zipperlen & Cie führte 1890–1892 bei Velleia erfolgreiche Erdöl-Bohrungen durch. Dabei kam es zu einem Rechtsstreit mit der Firma Huber & Co über die Erdölbohrungen im Chero-Tal. Die Korrespondenz zwischen Mariotti und Adolfo Zipperlen, dem Generaldirektor der französischen Erdölgesellschaft, sind noch im Mariotti-Archiv der Biblioteca Palatina in Parma erhalten.
Sowohl die Firma Zipperlen & Cie als auch die von ihr erworbene Kommanditgesellschaft Clére & Cie aus Paris haben sich von Beginn ihrer Geschäftstätigkeit mit gebrauchten Dosen bei den Lebensmittelhändlern eingedeckt, und mit minderwertigerem Öl aus der Raffinerie von Fiorenzuola d'Arda befüllt, was zu einem weiteren Rechtsstreit führte, da das Öl von den französischen Unternehmen auf dem Markt weniger geschätzt wurde und viel weniger kostete als amerikanisches Öl, weil es für den häuslichen Gebrauch gefährlicher war, wie die Beklagten selbst einräumten und durch das Gutachten in den Unterlagen nachgewiesen wurde. Adolfo Zipperlen und 13 weitere Angeklagte wurden überraschenderweise freigesprochen. Ein 1896 verfasstes Dossier kam aber zu dem Schluss, dass diese Gerichtsurteile der italienischen Justiz angesichts der Rechtsfehler, mit denen sie behaftet waren, wirklich wenig Ehre machten, da Rechtsfehler, die auf die Falschdarstellung der tatsächlichen Umstände beruhen, normalerweise nicht vor dem Obersten Gerichtshof geprüft werden.
Das Gebiet zwischen dem Val Riglio und dem Val Chero war reich an Erdöl und Erdgas. An den beiden Standorten Montechino und Gratera wurden insgesamt 349 Bohrungen niedergebracht. Das Öl war von außergewöhnlicher Reinheit und Dichte (0,775) und bestand aus mehr als 50 % Leichtbenzin, der Rest war Kerosin, mit einem nur sehr geringen Anteil an Schwerölen.
Die Tiefe der Bohrungen lag zwischen 500 und 700 Metern: einige erreichten 900 Meter. Nur die Bohrung Nr. 53 in Montechino erreichte 1163 Meter. Aus einigen Bohrungen wurden mehr als 40.000 Liter Öl pro Tag gefördert.
Die Bohrarbeiten waren sehr anstrengend: gebohrt wurde im Trockenschlagverfahren, im Durchschnitt 10–12 Meter in 24 Stunden, in seltenen Fällen bis zu 40 Meter pro Tag.
In den 1890er Jahren war die Firma Zipperlen & Cie bei Bohrungen im Tal des Chero in der Nähe von Velleia sehr aktiv. Im Bericht dieser Gesellschaft für das Geschäftsjahr 1892, der in der Pariser Zeitschrift L'Argus veröffentlicht wurde, heißt es, dass die Erdölförderung aus den Bohrungen der Gesellschaft 1891 bei 928.000 Kilogramm lag und 1892 auf 2.391.666 Kilogramm gestiegen ist. Es gab siebzehn produktive Bohrungen und sechs weitere befanden sich im Bau. Zu den Bohrungen war eine Decauville-Bahn zwischen Velleia und dem am weitesten entfernten Punkt der Konzession verlegt worden, von wo aus die Rohrleitung das Erdöl von den Bohrungen zum Chero weiterleitete. Entlang der Bahnstrecke war auch eine acht Kilometer lange Telefonverbindung eingerichtet worden. Im Jahr 1893 war die Erdölproduktion auf 2.648.803 kg gestiegen, wobei der geringe Anstieg im Vergleich zum Vorjahr auf die Ausbeutung einer neuen Zone zurückzuführen war. Vier neue Bohrungen waren im Gange.
Die Firma A. Zipperlen & C. führte außerdem 1892–93 in der Nähe von Sassuolo eine 228 m tiefe Erdöl-Bohrung durch. Im Jahr 1906 fusionierten die Société Franc̜aise des Pétroles Zipperlen & Co und die Société Pétroles de Montechino zur Società per Azioni Petroli d'Italia (SPDI), deren Vermögen vor allem aus den Konzessionen von Montechino-Gratera-Velleia und der Raffinerie in Fiorenzuola d'Arda (Piacenza) bestand. Zu Beginn des 20. Jahrhunderts waren 403 Ölbohrungen in Betrieb. Im Jahr 1958 belief sich die Jahresproduktion auf 300 t Leichtöl und 500 000 m³ Gas. Das Unternehmen wurde in den 1960er Jahren wegen Insolvenz geschlossen, nachdem die Raffinerie 1956 durch einen Brandunfall zerstört worden war.